# کیهین کورپوریشن
کیهین (انگلیسی: Keihin Corporation) یک برند ژاپنی قطعات خودرو و موتورسیکلت متعلق به هیتاچی آستمُو است. در گذشته، کیهین یکی از تأمین‌کنندگان اصلی هوندا بود که تقریباً نیمی از سهام شرکت را در اختیار داشت، اما به دیگر تولیدکنندگان موتورسیکلت نیز قطعه عرضه می‌کرد؛ از جمله تریامف، سوزوکی، کاوازاکی، کی‌تی‌ام، رویال انفیلد و هارلی-دیویدسن. افزون بر کاربراتور، کیهین برای صنعت خودرو موتور، گیربکس و محصولات کنترل اقلیم، از جمله منیفولد ورودی، مجموعه‌های HVAC، کمپرسور، شیر، سلونوئید و واحد کنترل موتور تولید می‌کند.

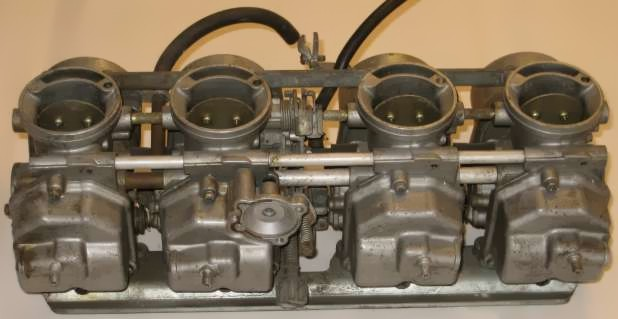
مجموعهٔ کاربراتور کیهین برای هوندا سی‌بی۷۵۰

## تاریخچه
کیهین در سال ۱۹۵۶ تأسیس شد و از ۱۹۸۹ در ایالات متحده به تولید پرداخت. با احتساب همهٔ مراکز در آمریکا، این شرکت بیش از ۲۰٬۰۰۰ کارمند دارد. دفتر مرکزی کیهین آمریکای شمالی در اندرسون، ایندیانا واقع است.

## مراجع
1. ↑  "Company Overview". Keihin. Archived from the original on 3 June 2018. Retrieved May 23, 2018.
2. ↑  "Company Profile". Nikkei Asian Review. Nikkei Inc. Archived from the original on 7 September 2023. Retrieved May 23, 2018.
3. 1 2  Pulliam, Baylee (June 14, 2013). "Keihin 'officially here' after dedicating new facility at Flagship". The Herald Bulletin. Retrieved January 28, 2014.
4. ↑  Klier, Thomas H.; Rubenstein, James M. (2008). Who Really Made Your Car?: Restructuring and Geographic Change in the Auto Industry. W. E. Upjohn Institute for Employment Research. p. 266. ISBN 978-0-88099-333-3.
5. 1 2  "Keihin Corp. changes its name in the U.S." The Daily Southerner. April 1, 2009. Archived from the original on February 3, 2014. Retrieved January 28, 2014.